# Nyssia merana
Nyssia merana är en fjärilsart som beskrevs av Burrows 1906. Nyssia merana ingår i släktet Nyssia och familjen mätare. Inga underarter finns listade i Catalogue of Life.